# Knopfhenkelschale
Als Knopfhenkelschale (engl. Merrythought Cup) bezeichnet man in der modernen Forschung eine Sonderform der attischen Schale.

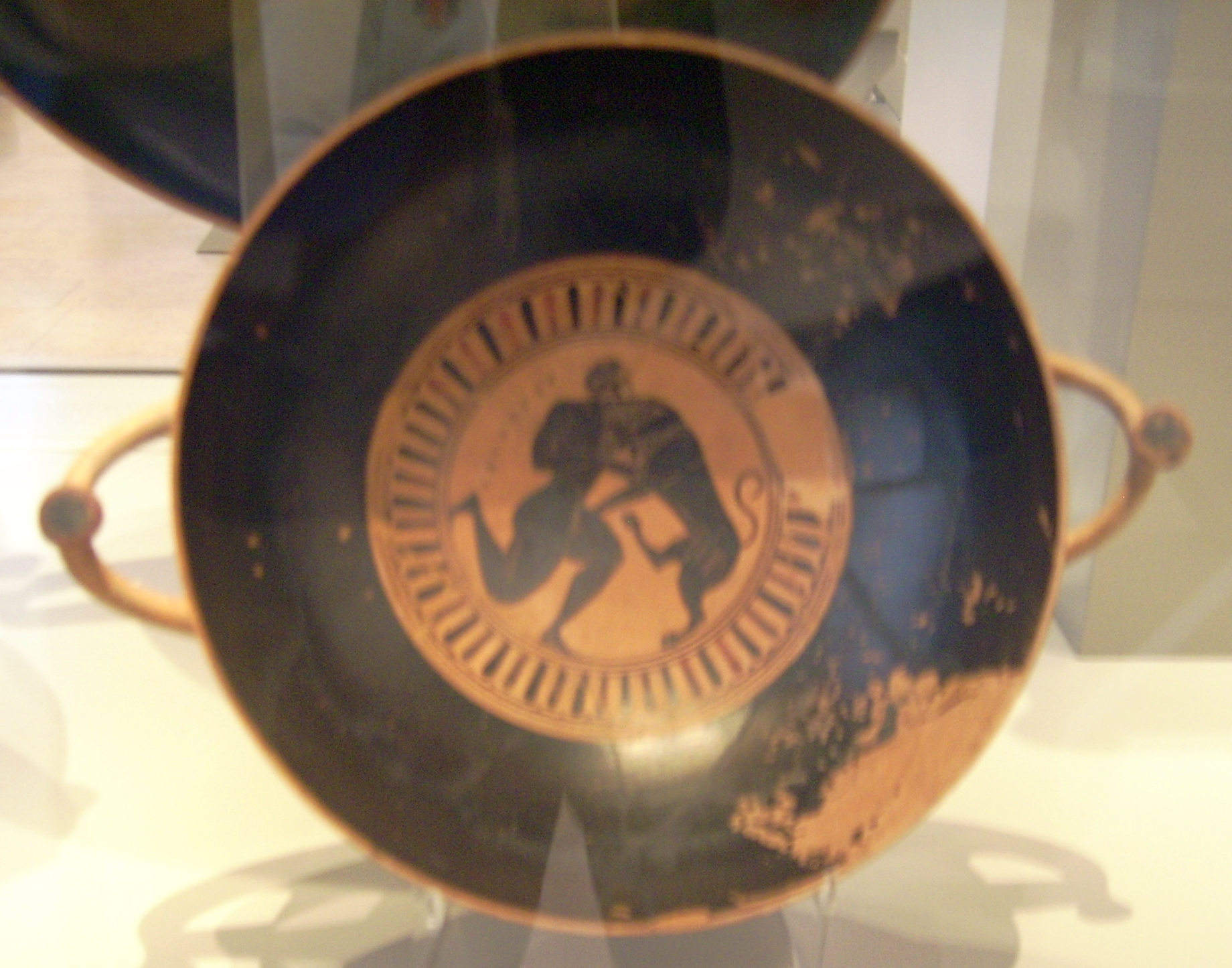
Attische Knopfhenkelschale in der Antikensammlung Berlin

Die Knopfhenkelschale entstand wohl als verfeinerte Form einer ländlichen Schalenart, die aus Holz hergestellt wurde. Die Schalenform hat mehrere Besonderheiten aufzuweisen. So ist es die erste attische Schalenform, in der die Lippe nicht vom Schalenkörper abgesetzt wurde. Zudem sind die Henkel auffällig. Sie bilden keinen Halbkreis wie bei nahezu allen anderen Schalenformen, sondern sind nach oben gebogen und enden in einer knopfähnlichen Form. Daher stammt auch der moderne Name. Die gabelförmigen Henkel gehen sogar über den Schalenkörper hinaus, was zusätzlich ungewöhnlich ist.
Auf dem Fuß und im Inneren kann die meist schwarz gedeckte Schale Paare dünner roter aufgemalter Streifen aufweisen. Das erinnert an ostgriechische und andere attische Verzierungsformen. Der Vasenkörper hatte ein fast halbkugelige Form. Der erste attische Künstler, der diese Schalenform im schwarzfigurigen Stil verzierte, war der C-Maler.
Auch die unteritalische Patera wird mitunter als Knopfhenkelschale bezeichnet.